# Марк Харберс
Маркус Герардус Йозеф (Марк) Харберс (нід. Markus Gerardus Jozef (Mark) Harbers; 19 квітня 1969, Еде, Нідерланди) — нідерландський політик, член Народної партії за свободу та демократію (нід. Volkspartij voor Vrijheid en Democratie, VVD). З 10 січня 2022 року він був міністром інфраструктури та водного господарства в четвертому кабінеті Рютте. Раніше він був членом Палати представників з 1 грудня 2009 року по 26 жовтня 2017 року та з 11 червня 2019 року по 10 січня 2022 року. З 26 жовтня 2017 року по 21 травня 2019 року Харберс був державним секретарем з питань юстиції та безпеки в третьому кабінеті Рютте.
До цього він був олдерменом з економіки, порту та навколишнього середовища (2007—2009) і муніципальним радником (2002—2007) в муніципалітеті Роттердам.

## Кар'єра

### Муніципальний радник і олдермен у Роттердамі
Харберс виріс в Еде і закінчив там доуніверситетську освіту в CSG Het Streek. У 1987 році він переїхав до Роттердама, де вивчав економіку в Університеті Еразма. Навчання не закінчив. Він став політично активним у VVD і в 1992 році був обраний до ради Роттердамського району Кралінген-Кросвейк. З 1999 року Харберс працював у загальнодержавному партійному апараті ВВД, у тому числі заступником голови правління партії та головою робочої групи з оновлення партії. На муніципальних виборах у 2002 році він був обраний до міської ради Роттердама. Після виборів 2006 року став головою парламенту. Того ж року він був членом комітету, який розробив національну передвиборчу програму, і деякий час був політичним радником міністра Герріта Залма.

### Член парламенту
На парламентських виборах 2006 року Харберс був 26-м у списку ВВД, занадто низьким, щоб бути обраним прямим шляхом. 1 грудня 2009 року він тим часом склав присягу як член парламенту, змінивши на цій посаді Аренда Яна Бокестійна, який пішов. На парламентських виборах 2010 року Харберс був 21-м у списку ВВД і був обраний таким. Він був фінансовим речником у палаті.
Після падіння першого кабінету Рютте були проведені консультації між різними політичними партіями, щоб прийти до бюджету, який міг би розраховувати на більшість у Палаті. ВВД вів ці переговори з головою партії Стефом Блоком і Харберсом. Протягом двох днів VVD, D66, GroenLinks, ChristenUnie та CDA досягли голландської угоди про бюджет від 26 квітня 2012 року.

### Державний секретар з питань юстиції та безпеки
Харберс був державним секретарем з питань юстиції та безпеки в третьому кабінеті Рютте, відповідальним за питання імміграції та біженців, міграції та торгівлі людьми.

### Міністр інфраструктури та водного господарства
Харберс обійняв посаду міністра інфраструктури та водного господарства в четвертому кабінеті Рютте з 10 січня 2022 року.

## Особисте життя
Харберс одружений з 2008 року.